# Xi măng amiăng
Xi-măng amiăng (hay còn gọi là amiăng xi-măng, fibro xi-măng, bro xi-măng) là một loại nguyên liệu sử dụng 85-90% là xi-măng làm nguyên liệu chủ đạo, 10-12% là sợi amiăng trắng với vai trò là sợi gia cường và một số chất phụ gia khác. Đây là loại nguyên liệu được sử dụng phổ biến ở nhiều nơi với nhiều ứng dụng trong sản xuất tấm lợp amiăng xi-măng sóng, tấm lợp phẳng, tấm lót sàn, tấm vách, tấm tường, ống nước...
Loại vật liệu này được phát minh bởi Ludwig Hatschek từ cuối thế kỷ 19 và công nghệ xeo cán Hatschek được nhập khẩu vào Việt Nam từ thập niên 60. Tấm lợp fibro xi-măng (hay amiăng xi-măng) là loại vật liệu lợp được nhiều bà con ở Việt Nam ưa chuộng sử dụng nhờ khả năng chống chịu tốt với thời tiết, thi công đơn giản và giá thành rẻ.

## Lịch sử

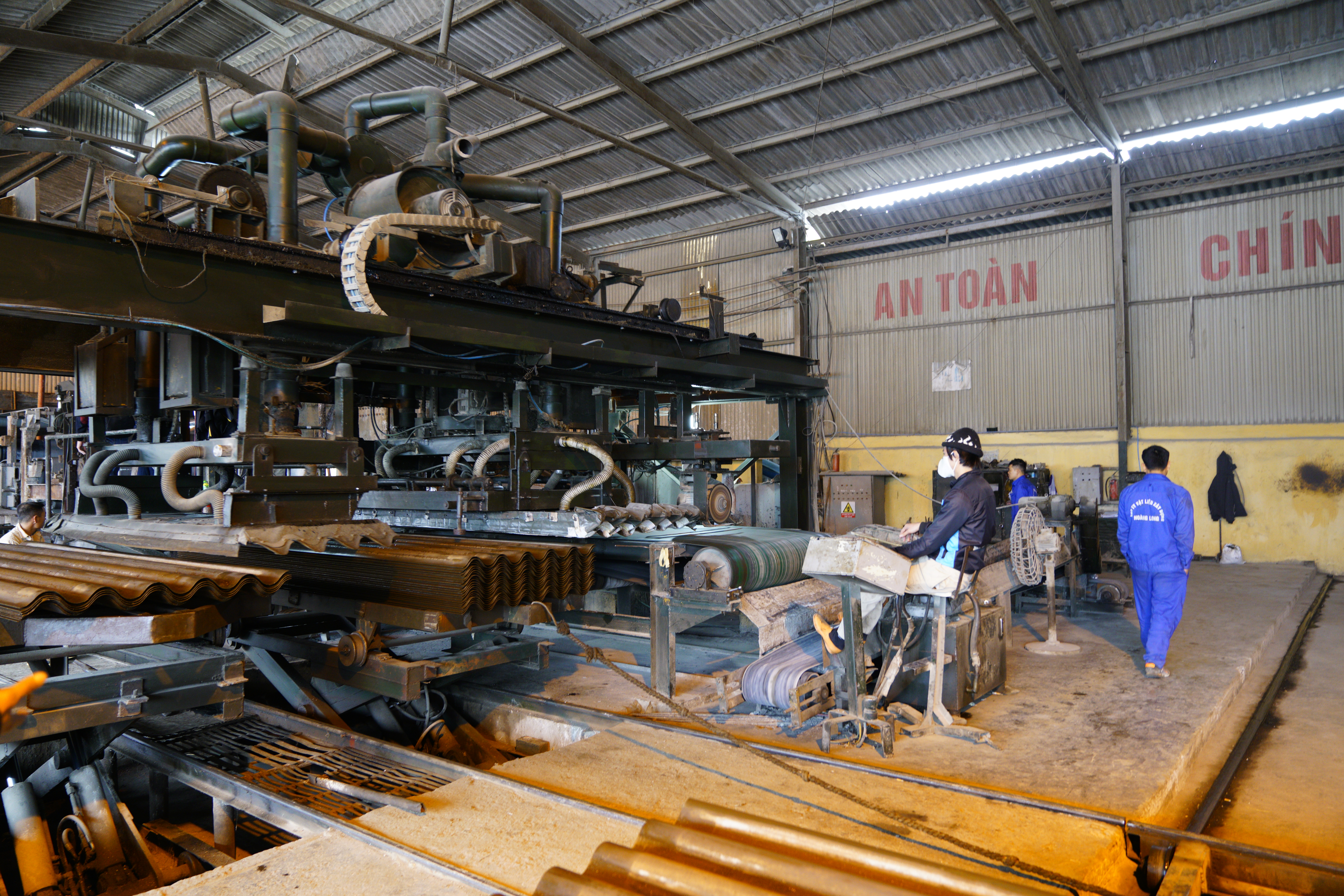
Dây chuyền sản xuất tấm lợp amiăng xi-măng hiện nay tại Việt Nam.

Vào năm 1899, Ludwig Hatschek, người Áo đã phát minh ra quy trình chế tạo amimăng xi măng và được cấp bằng phát minh sáng chế tại Mỹ vào năm 1901. Năm 1904, hai dây chuyền sản xuất tấm amiang xi măng (hay còn gọi là tấm phibro xi măng) đầu tiên của công ty Eternit thuộc sở hữu của gia đình Ludwig Hatschek đã được xây dựng và năm 1911 công ty này đã  bắt đầu xuất khẩu tấm phibro xi măng sang các nước châu Phi, châu Á và Nam Mỹ. Việc sáng tạo ra công nghệ sản xuất tấm amiăng xi măng đã làm cho ngành khai thác, sử dụng và buôn bán amiăng phát triển mạnh mẽ. Tuy nhiên, những năm cuối thập niên 70 và đầu những năm 80 của thế kỷ 20, lượng tiêu thụ amiăng bắt đầu giảm mạnh. Nguyên nhân của sự sụt giảm tiêu thụ amiăng là do việc sử dụng amiang nâu và xanh không đúng cách trong quá khứ đã khiến cho hàng ngàn người bị mắc các bệnh ung thư phổi và ung thư trung biểu mô.
Công nghệ sản xuất tấm lợp AC hiện nay áp dụng phổ biến là công nghệ ướt với tên kỹ thuật là công nghệ Hatschek (Hatschek Process). Trong công nghệ này, sợi amiăng từ các bao đóng sẵn (bao được xé thủ công hoặc bằng máy xé bao tự động) được nghiền nhỏ theo thiết kế, qua hệ thống định lượng, được hòa trộn với xi măng và một nguyên liệu khác tạo thành dung dịch huyền phù. Hệ thống dây chuyền xeo, cán, tạo sóng sẽ tạo thành sản phẩm là các tấm sóng amiăng xi măng.

## Ảnh hưởng tới con người
Nhiều ý kiến trái chiều cho rằng loại vật liệu amiăng xi-măng sử dụng sợi amiang là một loại sợi gây ung thư, nguy hiểm với sức khoẻ con người. Nhưng hiện nay trên thế giới vẫn có 139 quốc gia và vùng lãnh thổ cho phép sử dụng loại vật liệu này một cách an toàn và có kiểm soát do đây là loại vật liệu thiết yếu, có các thuộc tính ưu việt và chưa có loại vật liệu thay thế phù hợp. Hầu hết các quốc gia có người mắc các bệnh liên quan đến amiăng đều do có quá khứ sử dụng sợi amiang nâu/xanh (loại sợi amiang màu đã bị cấm trên toàn thế giới do ảnh hưởng rõ ràng tới sức khoẻ con người). Trong khi đó, loại các sản phẩm amiăng xi-măng hiện nay đã sử dụng hoàn toàn sợi amiăng trắng có đặc tính khác biệt với amiang màu và nghiên cứu đã cho thấy không có ảnh hưởng tới sức khoẻ con người ở mức độ sử dụng thông thường.
Đã có nhiều nghiên cứu trên thế giới về ảnh hưởng của loại vật liệu này tới sức khoẻ con người. Nghiên cứu vào năm 2010 của Giáo sư Tiến sĩ Mário Tera Filho  trên 550 công dân sống ít nhất 15 năm dưới các mái nhà lợp ngói/tấm amiăng xi-măng tại Brazil cho thấy: Không có bằng chứng quan sát được nào của những bất thường dịch tễ và chức năng hô hấp hay bất thường chụp cắt lớp có độ phân giải cao do phơi nhiễm môi trường đối với sợi amiăng xi măng. Nghiên cứu mới được thực hiện vào năm 2019 của Giáo sư David Bernstein, được đăng trên Tạp chí Độc học và Dược học Ứng dụng Số 387 ngày 15/1/2020, đã cho thấy rõ ràng sự khác biệt giữa phản ứng của phổi với amiang màu (amosite và crocidolite) và với amiăng trắng. Nghiên cứu trên chuột này cho thấy trong khi hầu hết các sợi amiăng trắng bị loại bỏ khỏi phổi sau 90 ngày dừng tiếp xúc thì sợi amiăng màu tiếp tục tồn tại trong phổi và gây phản ứng viêm. Bên cạnh đó, khi sợi amiăng đã gắn chặt trong kết cấu amiăng xi-măng thì gần như sẽ không thể bị phát tán ra ngoài như dạng sợi độc lập được nữa.
Tại Việt Nam, các nghiên cứu cũng đã được thực hiện như theo dõi công nhân sản xuất sản phẩm từ vật liệu amiăng xi-măng, người dân sống dưới mái nhà amiăng xi-măng nhưng chưa nghiên cứu nào tìm ra bệnh liên quan đến amiăng trong cộng đồng. Nghiên cứu của Bệnh viện Xây dựng năm 2017 trên gần 3.000 công nhân trong ngành tấm lợp amiăng xi-măng, trong đó có hơn 100 công nhân hưu trí đã tiếp xúc với amiăng xi-măng hơn 20 năm, và trên gần 1.200 người tại xã Tân Trịnh, huyện Quang Bình, tỉnh Hà Giang (nơi có hơn 70% hộ gia đình sử dụng tấm amiăng xi-măng lâu năm) đã cho thấy không có trường hợp nào trong đối tượng nghiên cứu có tổn thương bụi phổi amiăng và các tổn thương ác tính liên quan đến amiang như ung thư phổi, ung thư trung biểu mô.